# Archipetalia auriculata
Archipetalia auriculata es una especie de odonato anisóptero. Único representante del género Archipetalia, cuya relación intrafamiliar ha estado muy debatida, pero en la actualidad posee el respaldo de estudios filogenéticos. Es endémico de Tasmania (Australia).
Se considera una especie en peligro, debido a su alto endemismo, cualquier actividad industrial en su zona de hábitat pone en alto riesgo a esta especie.

## Morfología
Son pequeños, midiendo entre 31 a 34 mm de color café, con rayas blancas y amarillas. Poseen las características manchas rojas en sus alas, entre 7 a 8.

## Larva
Las larvas son muy similares a las Aeshna, siendo semi-terrestres. Las larvas adultas pueden salir del agua a alimentarse, siendo muy escaladoras, pudiendo quedarse en árboles o rocas cuando van a emerger.